# Naissance en 1056
Naissance
- 1052
- 1053
- 1054
- 1055
- 1056
- 1057
- 1058
- 1059
- 1060

Cette page dresse une liste de personnalités nées au cours de l'année 1056 :
- Fujiwara no Kiyohira, samouraï, fondateur de la dynastie Hiraizumi ou Ōshū Fujiwara qui dirige le nord du Japon d'environ 1100 à 1189.
- Gervais de Rethel, comte de Rethel.
- Ibn Hamdis, Abd el Jabbar Bnou Abi Bakr Bnou Mouhammed Bnou Hamdis el-Azdi es-Siqli Abou Mouhammed, poète arabe sicilien.
- Ibn Tahir de Caesarea (en), Abu al-Fadl Muhammad bin Tahir bin Ali bin Ahmad al-Shaibani al-Maqdisi, historien musulman.
- Hildebert de Lavardin, ou Hildebert de Tours, clerc français réformateur, évêque du Mans, archevêque de Tours.
- Hildegarde d'Aquitaine, ou Hildegarde de Bourgogne, noble française.
- Al-Muqtadi, Abû al-Qâsim "Al-Muqtadî bi-ʾAmr Allah" ʿAbd Allah ben Muhammad ad-Dakhîra ben ʿAbd Allah al-Qâ’im, calife abbasside de Bagdad.
- Nestor, moine de la laure des Grottes de Kiev.
- Sæmundr Sigfússon, Sæmundr Sigfússon inn fróði, dit le Savant, prêtre et historien islandais.

date incertaine (vers 1056)
- Baudouin II de Hainaut, comte de Hainaut et de Valenciennes.